# Dòng Mẹ Chúa Cứu Chuộc

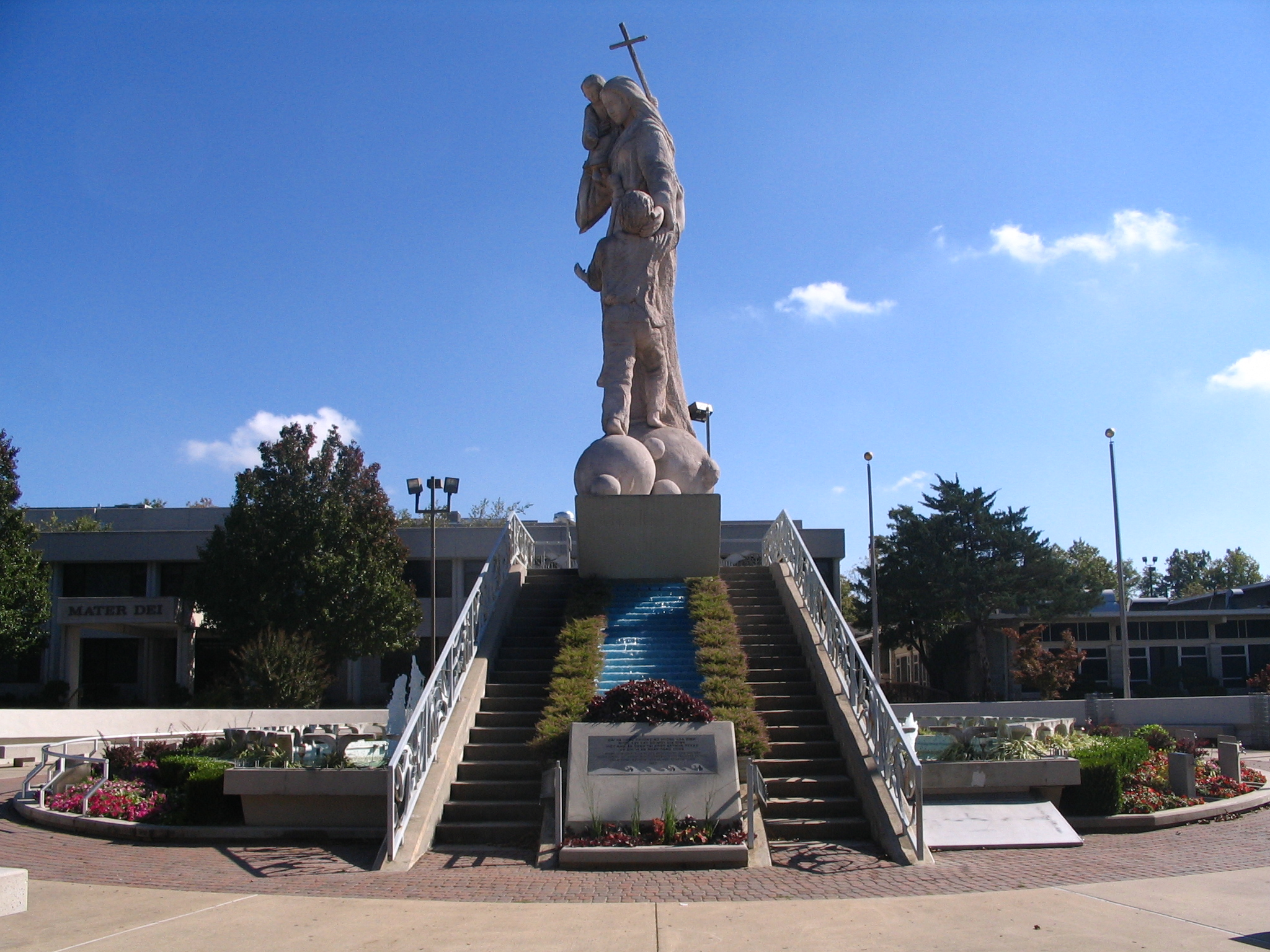
Tượng Đức Mẹ tại Đền Thánh Khiết Tâm Mẹ

Dòng Mẹ Chúa Cứu Chuộc (tiếng Anh: Congregation of the Mother of the Redeemer, viết tắt CRM), còn được biết đến với tên gọi trước ngày 7 tháng 4 năm 2017 là: Dòng Đức Mẹ Đồng Công Cứu Chuộc hay Dòng Đồng Công (tiếng Anh: Congregation of the Mother Co-Redemptrix, viết tắt CMC) là một dòng tu của Giáo hội Công giáo Rôma có nguồn gốc từ Việt Nam mà hiện nay phần nhiều tu sĩ là người Việt. Danh hiệu không chính thức đồng công trong tên của dòng là chỉ đến Đức Mẹ Maria. Trụ sở Dòng Mẹ Chúa cứu Chuộc đóng tại số 521 đường Tô Ngọc Vân, phường Tam Bình, Thành phố Hồ Chí Minh và chi nhánh của dòng ở Carthage, Missouri, Hoa Kỳ. Nơi này hằng năm tổ chức hành hương Đại hội Thánh Mẫu, lễ hội Công giáo lớn nhất tại Hoa Kỳ. Trong số 228 tu sĩ, vào khoảng 120 tu sĩ ở Carthage.

## Lịch sử
Dòng được linh mục Đa Minh Maria Trần Đình Thủ, thành lập năm 1953 tại giáo xứ Liên Thủy, địa phận Bùi Chu Việt Nam, với tên gọi ban đầu là Dòng Đức Mẹ Đồng Công Cứu Chuộc.
Tại Việt Nam trước 1975, dòng này có vẻ ít tu sĩ hơn so với các dòng như: Đaminh, Phanxicô, Dòng Tên, Chúa Cứu Thế v.v.. Tuy nhiên, tại Hoa Kỳ ngày nay, hầu như tất cả mọi người Công giáo gốc Việt đều biết đến Dòng Đồng Công. Ngay trước ngày 30 tháng 4 năm 1975, 185 tu sĩ – vào khoảng nửa tu sĩ của dòng – rời khỏi Việt Nam làm thuyền nhân tới Hoa Kỳ tại Doanh trại Chaffee. Hồng y Bênađô Phanxicô Law, lúc đó là Giám mục Springfield–Cáp Girardeau, đã bảo trợ các tu sĩ, mời họ mua khu chủng viện đã đóng cửa của Dòng Đức Mẹ Vô Nhiễm, tức là Trường Cao đẳng Đức Mẹ Núi Ozark tại Carthage, với giá tượng trưng là 1 đô la để làm tu viện của dòng tại Hoa Kỳ cũng như Đền Thánh Khiết Tâm Mẹ.
Năm 1978, Dòng Đồng Công tổ chức Đại hội Thánh Mẫu đầu tiên tại đền với khoảng 1.500 tín hữu Công giáo gốc Việt từ địa phương tham dự.. Đến nay, Đại hội Thánh Mẫu liên tục được tổ chức vào tháng 8 hàng năm, với số người tham gia từ 40 đến 60 ngàn người.
Tổng giám mục Phêrô Máctinô Ngô Đình Thục qua đời tại tu viện Carthage năm 1984.
Ngày 7 tháng 4 năm 2017, do khái niệm Đồng Công (Coredemptrix) không hiểu rõ đúng nghĩa về mặt Thần học nên dòng được đổi tên thành Dòng Mẹ Chúa Cứu Chuộc và sử dụng tên gọi đó cho đến ngày nay.. Tuy nhiện, tên gọi cũ của dòng vẫn còn được phổ biến song song với tên hiện tại.